# Andreas Heimann
Andreas Heimann (* 10. Januar 1992 in Rheinfelden (Baden)) ist ein deutscher Schachgroßmeister.

## Leben

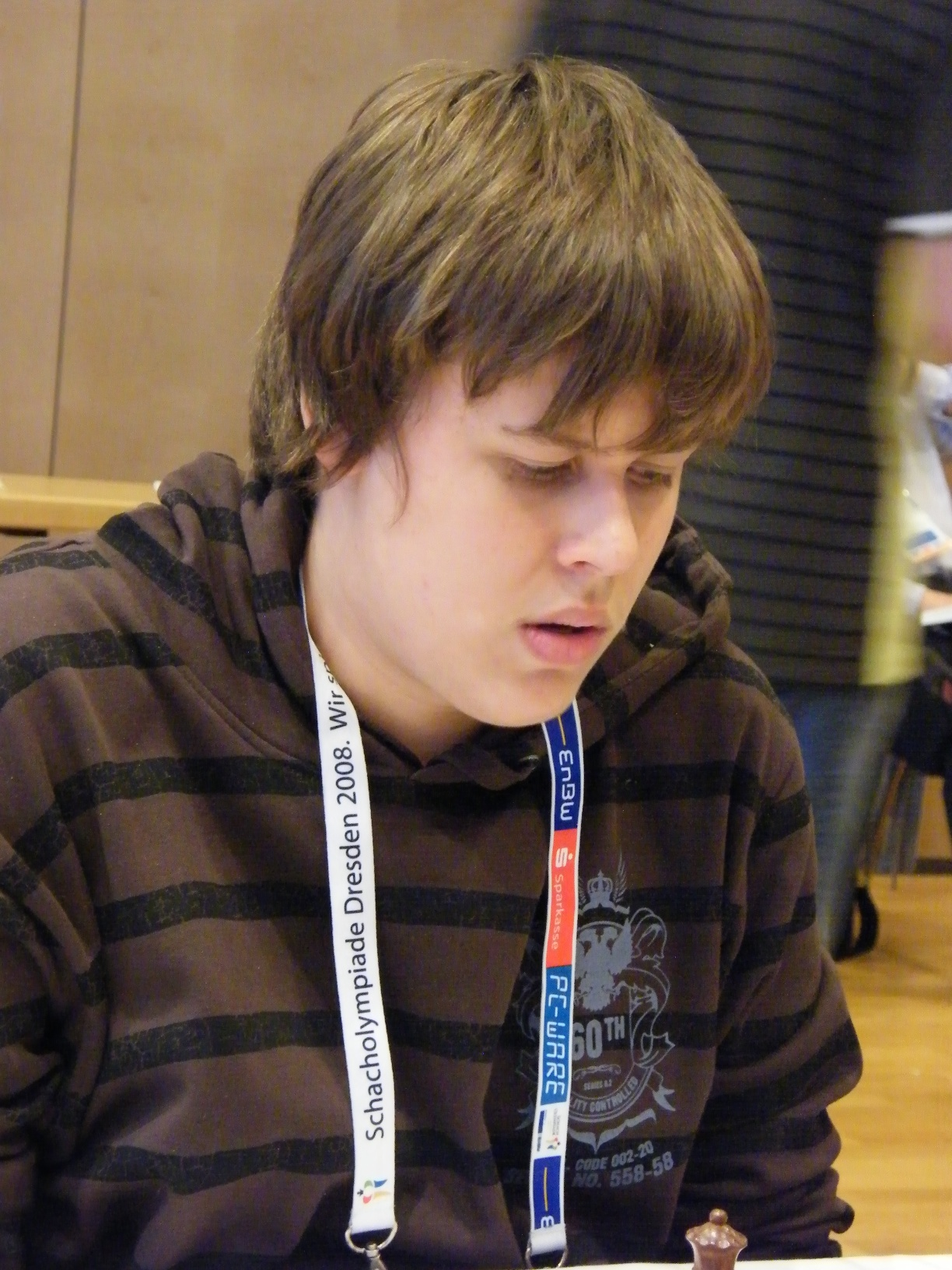
Andreas Heimann bei der Schacholympiade 2008 in Dresden

Im Jahre 2011 machte er sein Abitur am Lise-Meitner-Gymnasium in Grenzach-Wyhlen.
2004 wurde er in Willingen (Upland) Deutscher Meister in der Altersklasse U12, 2006 am selben Ort deutscher Vizemeister U14. Zwei Monate später wurde er im österreichischen Mureck U14-EU-Meister. 2008 wurde er in Willingen Deutscher Vizemeister der U16-Einzelmeisterschaft. An der Schacholympiade 2008 in Dresden nahm er mit der 3. deutschen Mannschaft am Reservebrett teil. Im Juni 2009 wurde Heimann in Badenweiler mit sieben aus neun möglichen Punkten Badischer Meister und gewann die deutsche U18-Internetmeisterschaft. Den Titel des Badischen Meisters konnte er 2010 in Haslach im Kinzigtal mit 7,5 Punkten aus 9 Partien verteidigen. Mit der deutschen Nationalmannschaft gewann er, an Brett drei spielend, 2011 den Mitropa Cup in Merlimont, 2014 erreichte er den zweiten Platz. 2015 erreichte er mit der Mannschaft den dritten Platz und gewann die Einzelwertung an Brett 3. Im November 2016 gewann Heimann in Völklingen die deutsche Meisterschaft im Blitzschach, 2017 verteidigte er in Augsburg erfolgreich den Titel.
Mit dem Schachclub Dreiländereck Weil spielte der Grenzach-Wyhlener in der Verbandsliga Baden Süd. Von der Saison 2010/11 bis zur Saison 2016/17 spielte er für die OSG Baden-Baden. Er spielte überwiegend mit der zweiten Mannschaft in der 2. Bundesliga Süd, kam allerdings in der Saison 2011/12 auch in der ersten Mannschaft zum Einsatz, die Deutscher Mannschaftsmeister wurde. Seit der Saison 2017/18 spielt er mit den SF Deizisau in der 1. Bundesliga. In der Schweizer Mannschaftsmeisterschaft spielte er für die Schachfreunde Reichenstein, mit denen er auch an den European Club Cups 2007, 2008, 2011 und 2013 teilnahm. Seit 2014 spielt er für die SG Riehen, mit der er auch am European Club Cup 2015 teilnahm. In der Saison 2009 hatte er in der Schweiz mit 8 Punkten aus 9 Partien das beste Ergebnis aller Erstligaspieler. In der Schweizer Bundesliga spielte er von 2006 bis 2012 für Basel BVB und von der Saison 2014/15 bis 2016/17 für den SC Lyss-Seeland, mit dem er 2017 Schweizer Gruppenmeister wurde, seit 2017 spielt er für den SC Bodan. In Frankreich spielt er für den Club de Mulhouse Philidor, zunächst mit der zweiten Mannschaft in der N1, seit 2016 mit der ersten Mannschaft in der Top 12.
Seit März 2009 trägt er den Titel Internationaler Meister. Die Normen hierfür erzielte er beim 10. Neckar-Open 2006 in Deizisau, beim 12. Neckar Open 2008 (mit Übererfüllung bei 6,5 Punkten aus 9 Partien) und beim 24. European Club Cup 2008 in Kallithea (Chalkidiki), bei dem er zum Beispiel gegen Igor Rausis gewann. Im September 2016 wurde Heimann zum Großmeister ernannt, die erforderlichen Normen erfüllte er im Oktober 2013 beim European Club Cup auf Rhodos, im August 2015 beim GM-Turnier des VMCG-Schachfestivals in Lüneburg, im April 2016 beim Grenke Chess Open in Karlsruhe sowie in der Saison 2015/16 der 2. Bundesliga Süd.